# Eupithecia cerussaria
Eupithecia cerussaria är en fjärilsart som beskrevs av Lederer 1854. Eupithecia cerussaria ingår i släktet Eupithecia och familjen mätare. Inga underarter finns listade i Catalogue of Life.